# اورکت‌حاجی
اورکت حاجی یا  اورکتلی، روستایی در دهستان جعفربای جنوبی بخش مرکزی شهرستان ترکمن استان گلستان ایران است.

## جغرافیا
«اورکت حاجی» یا «اورکتلی» روستای کوچکی است که در حدود ۵ کیلومتری شرق شهر بندرترکمن و ۲ کیلومتری شمال روستای سیجوال واقع شده‌است. مساحت آن نیز در حدود ۸ هکتار است. قدمت این روستا به حدود ۱۲۰ سال پیش می‌رسد. در آن زمان شخصی به نام اورکت‌حاجی به همراه طایفهٔ خود به نام «یلقئی» در این مکان ساکن شده و به فعالیت پرداخت. فعالیت اقتصادی ساکنان اولیهٔ آن، شامل خرمن کردن گندم مزارع اطراف و نگهداری از آن در سیلوهایی بوده که در آن زمان به صورت یک گودی در زمین ایجاد می‌شده و تا سال بعد گندم‌ها در آنجا نگهداری می‌شد. این فعالیت در ابتدا باعث رونق روستا شده‌است. قابل ذکر است که در آن زمان پوشش گیاهی این مناطق به صورت جنگلی بوده‌است. البته فعالیت اصلی ساکنان فعلی روستا زراعت و دامداری است. ضمناً ساکنین فعلی عمدتاً از طوایف «یلقئی»، «قره‌سوینلی»، «پورقاز» (بورکز) و نیز «اشکلی» هستند.

## جمعیت
بر پایه سرشماری عمومی نفوس و مسکن در سال ۱۳۹۵ جمعیت این مکان ۳۹۵ نفر (۹۹خانوار) بوده‌است.